# Bad Neighbours
Bad Neighbours är en amerikansk komedifilm från 2014 som är regisserad av Nicholas Stoller. 

## Handling
Ett par med ett nyfött barn står inför oväntade svårigheter när de tvingas leva bredvid ett studentkårshus.

## Karaktärer
- Seth Rogen - Mac
- Zac Efron - Teddy
- Rose Byrne - Kelly
- Dave Franco - Pete
- Christopher Mintz-Plasse - Scoonie
- Jerrod Carmichael - Garf
- Ike Barinholtz - Jimmy
- Carla Gallo - Paula
- Lisa Kudrow - Carol
- Craig Roberts - Assjuice
- Hannibal Buress - Officer Watkins
- Halston Sage - Brooke
- Ali Cobrin - Whitney
- Jake Johnson - Billy